# Loge De Korenaar
Loge De Korenaar is een vrijmetselaarsloge in Emmen, opgericht in het jaar 2000. Zij valt onder het Grootoosten der Nederlanden.

## Geschiedenis
Door een aantal vrijmetselaren wonend in de omgeving van Emmen wordt in 1999 het initiatief genomen tot de oprichting van deze tweede vrijmetselaarsloge in Emmen. Het verzoek werd in 2000 ingediend bij het Hoofdbestuur van de Orde van Vrijmetselaren onder het Grootoosten der Nederlanden.
In juni 2000 werd op het Grootoosten het verzoek aangenomen en werden stappen genomen tot de oprichting van deze nieuwe loge. De consecratie vond plaats in een Groot-Loge op zaterdag 18 november 2000 in het Klooster Ter Apel. Bij deze gebeurtenis waren vrijmetselaren uit alle delen van het land aanwezig. Als naam van de nieuwe Loge werd "De Korenaar" gekozen, met als kleuren geel en paars. Een korenaar staat voor overvloed en vruchtbaarheid. De kleuren verwijzen naar het geel van korenvelden en het paars van de heidevelden.
In het register werd Loge De Korenaar ingeschreven met het rangnummer 293.
Vrijmetselarij · Beginselen · Geschiedenis · Symbolen · Vrijmetselaarsloge · Ordegrondwet · Obediëntie · Regulariteit en irregulariteit · Ritus · Graden · Grootmeester · Gemengde vrijmetselarij · Para-vrijmetselarij · Antivrijmetselarij · Vrijmetselarij in Nederland · Vrijmetselarij in België · Internationale vrijmetselarij
>>> Meer info op Portaal:Vrijmetselarij <<<